# Siegfried Rauch
Siegfried Rauch (Landsberg am Lech, 2 april 1932 – Untersöchering, 11 maart 2018) was een Duits acteur. Bij het grote publiek was hij vooral bekend door zijn televisierollen in Der Bergdoktor en Das Traumschiff.

## Biografie
Siegfried Rauch werd in 1932 geboren in Landsberg am Lech. Hij wilde van origine architect worden, maar besloot toch drama te studeren aan de Ludwig Maximilians-Universiteit van München. In 1956 maakte hij zijn filmdebuut met een nevenrol in Die Geierwally. In de jaren daarna concentreerde hij zich vooral op het theater.
Na de rollen in theaters in Bremen (tot 1962), München, Berlijn en Hamburg speelde Rauch ook meermaals in films en televisieprogramma's. Een van zijn belangrijkste rollen in de jaren '70 was die van Thomas Lieven in de televisieserie Es muß nicht immer Kaviar sein, gebaseerd op de gelijknamige roman van Johannes Mario Simmel. Van 1999 tot 2013 speelde hij de rol van kapitein Jakob Paulsen in de ZDF-serie Das Traumschiff. Vanaf 2007 speelde hij in Der Bergdoktor, eveneens een ZDF-productie, de rol van dokter Roman Melchinger. Deze rol zou hij tot aan zijn dood vervullen. In totaal speelde Rauch in meer dan 135 films en series mee.

## Privé
Siegfried Rauch was sinds 1964 met Karin Rauch getrouwd, met wie hij twee zonen had, en woonde voor het laatst in een boerderij in Untersöchering in Beieren. Rauch overleed onverwachts op 11 maart 2018 na een val van een trap, vermoedelijk veroorzaakt door hartfalen.

## Filmografie

### Verdere films/series
- 1965: Mach's Beste draus (televisiespel)
- 1966: Le Saint prend l'affût
- 1969: Tausendundeine Nacht (televisieserie)
- 1973: Ein Fall für Männdli - Die Verrückte (televisieserie)
- 1973: Lawinenpatrouille (televisieserie)
- 1974: Dr. med. Mark Wedmann - Detektiv inbegriffen (televisieserie)
- 1974: Die großen Detektive (televisieserie)
- 1977: Tatort: Schüsse in der Schonzeit (televisieserie)
- 1984: Niemand weint für immer
- 1984: Popcorn & Paprika
- 1986: Der Fahnder - Der Plan eines Profis
- 1992: Happy Holiday - Keine Angel ohne Haken
- 1992: Die Männer von K3 - Zu hoch gepokert
- 2000-2003: Bei aller Liebe (52 afleveringen)
- 2005: Inga Lindström - Sprung ins Glück
- 2006: Liebe auf vier Pfoten
- 2007: Das Wunder der Liebe
- 2008: Utta Danella - Wenn Träume fliegen
- 2009: Die Landärztin - Schleichendes Gift
- 2013: Die Landärztin - Entscheidung des Herzens
- 2013: Die Landärztin - Vergissmeinnicht

- Bibliothèque nationale de France: cb14219129f (data)
- Gemeinsame Normdatei: 1015049400
- International Standard Name Identifier: 0000 0000 7840 9325
- Library of Congress Control Number: no99026345
- Nationale Bibliotheek van Tsjechië: xx0181815
- Nationale Bibliotheek van Israël: 987007452841205171
- Système universitaire de documentation: 196939704
- Virtual International Authority File: 66677232
- WorldCat: E39PBJfx8xRWx9dHgXDKX93qQq